# Слобода (Кичменгско-Городецкий район)
Слобода — деревня в Кичменгско-Городецком районе Вологодской области.
Входит в состав Кичменгского сельского поселения, с точки зрения административно-территориального деления — центр Пыжугского сельсовета.
Расстояние до районного центра Кичменгского Городка по автодороге составляет 7 км. Ближайшие населённые пункты — Лобаново, Подгорка, Жуково.
Население по данным переписи 2002 года — 309 человек (158 мужчин, 151 женщина). Всё население — русские.